# David Wilkie (zwemmer)
David Andrew Wilkie (Colombo, 8 maart 1954 – 22 mei 2024) was een Schots zwemmer. De in Ceylon geboren David Wilkie werd in 1976, voor Groot-Brittannië, olympisch kampioen op de 200 meter schoolslag. Hij won verder nog twee zilveren olympische medailles. Wilkie is de enige zwemmer die gelijktijdig Britse, Amerikaanse, Gemenebest-, Europese, wereld- en olympische titels in zijn bezit had. Hij was tevens de eerste Britse zwemmer die olympisch goud veroverde sinds Anita Lonsbrough dit deed in 1960.

## Biografie
David Wilkie was de succesvolste Britse zwemmer sinds de hoogtijdagen van Henry Taylor zo'n 70 jaar eerder. Hij leerde zwemmen in Ceylon, waar zijn Schotse ouders op dat moment waren gestationeerd. In 1965 keerde hij terug naar Schotland om er naar het Daniel Stewart's College in Edinburgh te gaan. Hoewel hij geen aspiraties had om op hoog niveau te zwemmen, werd hij wel lid van de zwemclub Warrender Baths SC. Hier kwam hij in contact met zwemcoach Frank Thomas. Wilkie won vervolgens brons op de 100 meter schoolslag bij de Britse Gemenebestspelen 1970 en zilver op de 200 meter schoolslag bij de Olympische Zomerspelen 1972.
In januari 1973 ging Wilkie mariene biologie studeren aan de Universiteit van Miami en focuste zich in zijn vrije tijd op het zwemmen. Hij veroverde in de zomer van 1973, in een nieuw wereldrecord, goud op de 200 meter schoolslag bij de wereldkampioenschappen. Een jaar later zegevierde hij op de 200 meter schoolslag en de 200 meter wisselslag bij zowel de Gemenebestspelen als de Europese kampioenschappen. Wilkie won in 1975 op beide schoolslagonderdelen goud bij de wereldkampioenschappen, tevens veroverde hij daar de bronzen medaille op de wisselslagestafette. Hij opende het olympische seizoen door als eerste Brit een Amerikaanse titel te veroveren, zelfs drie titels - op de 100 en 200 meter schoolslag en op de 200 meter wisselslag. Op de Olympische Zomerspelen 1976 in Montreal verloor hij van de Amerikaan John Hencken op de 100 meter schoolslag en werd tweede, maar hij nam revanche op de 200 meter schoolslag. Wilkie veroverde er olympisch goud door met meer dan twee seconden voorsprong te winnen van Hencken. Hij verbeterde het wereldrecord op die afstand met meer dan drie seconden. Wilkie was driemaal Europees zwemmer van het jaar en in 1975 Brits sportpersoonlijkheid. Hij werd in 1977 benoemd tot Lid in de Orde van het Britse Rijk, werd in 1982 opgenomen in de International Swimming Hall of Fame en werd in 2002 opgenomen in de Scottish Sports Hall of Fame.
Wilkie ontmoette in 1985 zijn partner, ze kregen samen een dochter en een zoon. Zijn collega-zwemmer Kornelia Ender, uitkomende voor de DDR, bekende in 2016 verliefd op hem te zijn geweest. Ze mocht echter nooit contact met hem opnemen.
Wilkie overleed op 22 mei 2024 aan de gevolgen van kanker. Hij werd 70 jaar oud.

## Erelijst
- Olympische Zomerspelen: 1x , 2x
- Wereldkampioenschappen, 3x , 2x
- Europese kampioenschappen: 2x , 1x
- Britse Gemenebestspelen: 2x , 1x , 1x

1908: Fred Holman ·
1912: Walter Bathe ·
1920: Håkan Malmrot ·
1924: Bob Skelton ·
1928: Yoshiyuki Tsuruta ·
1932: Yoshiyuki Tsuruta ·
1936: Tetsuo Hamuro ·
1948: Joe Verdeur ·
1952: John Davies ·
1956:  Masaru Furukawa ·
1960: Bill Mulliken ·
1964: Ian O'Brien ·
1968: Felipe Muñoz ·
1972: John Hencken ·
1976: David Wilkie ·
1980: Robertas Žulpa ·
1984: Victor Davis ·
1988: József Szabó ·
1992: Mike Barrowman ·
1996: Norbert Rózsa ·
2000: Domenico Fioravanti ·
2004: Kosuke Kitajima ·
2008: Kosuke Kitajima ·
2012: Dániel Gyurta ·
2016: Dmitri Balandin ·
2020: Zac Stubblety-Cook ·
2024: Léon Marchand
- Gemeinsame Normdatei: 137160909
- International Standard Name Identifier: 0000 0000 8200 0290
- Library of Congress Control Number: n77001986
- SNAC: w6f52b82
- Virtual International Authority File: 13558278
- WorldCat: E39PBJvd6Rfmjwr87gKm9HdG73